# Цецилія Метелла Балеарік Старша
Цецилія Метелла Балеарік Старша (133/132 — 79/78 роки до н. е.) — давньоримська весталка, політичний та громадський діяч.

## Життєпис
Походила з роду нобілів Цециліїв Метеллів. Донька Квінта Цецилія Метелла Балеарского, консула 123 року до н. е. Замолоду стала весталкою. У 90 році побачений нею сон спонукав римський сенат відновити храм Юнони Соспіти. У 80 році до н. е. надавала допомогу Сексту Росцію Амерійському, підзахисному Цицерона. Тоді ж захистила Гая Юлія Цезаря від гніву Луція Корнелія Сулли.